# Andreas Peter von Hesse

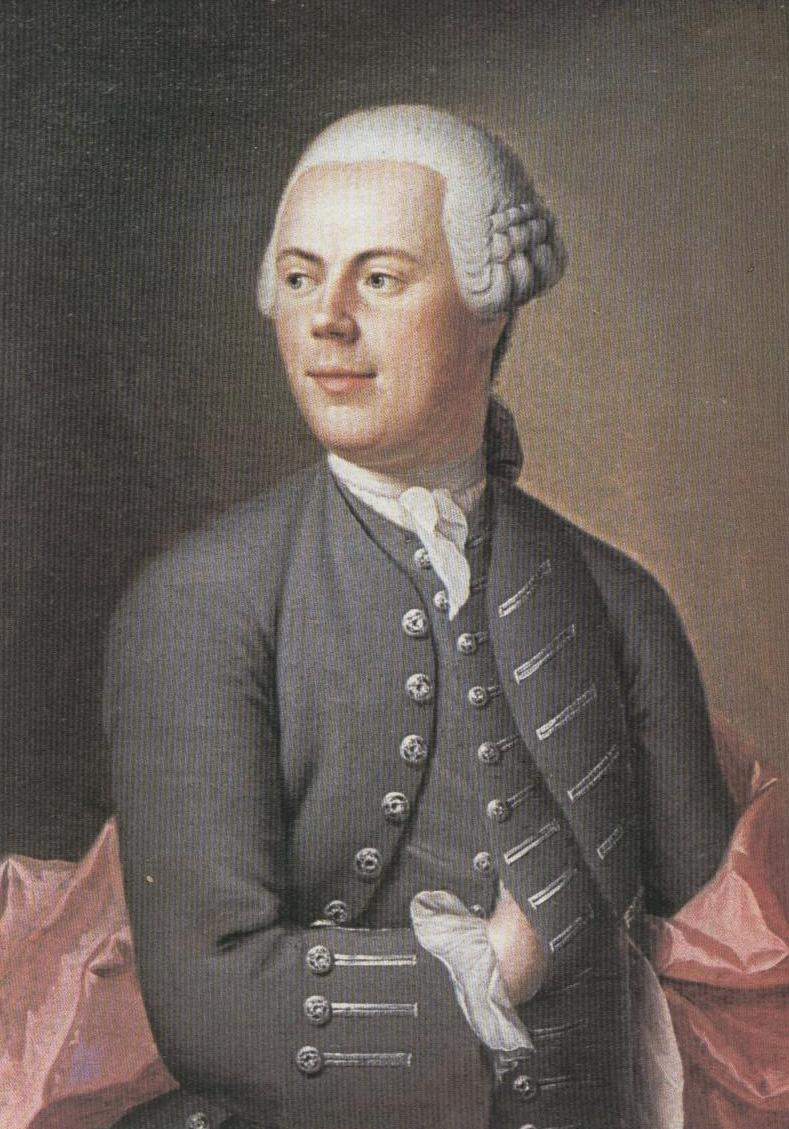
Andreas Peter von Hesse (Gemälde 1766 von Johann Ludwig Strecker)

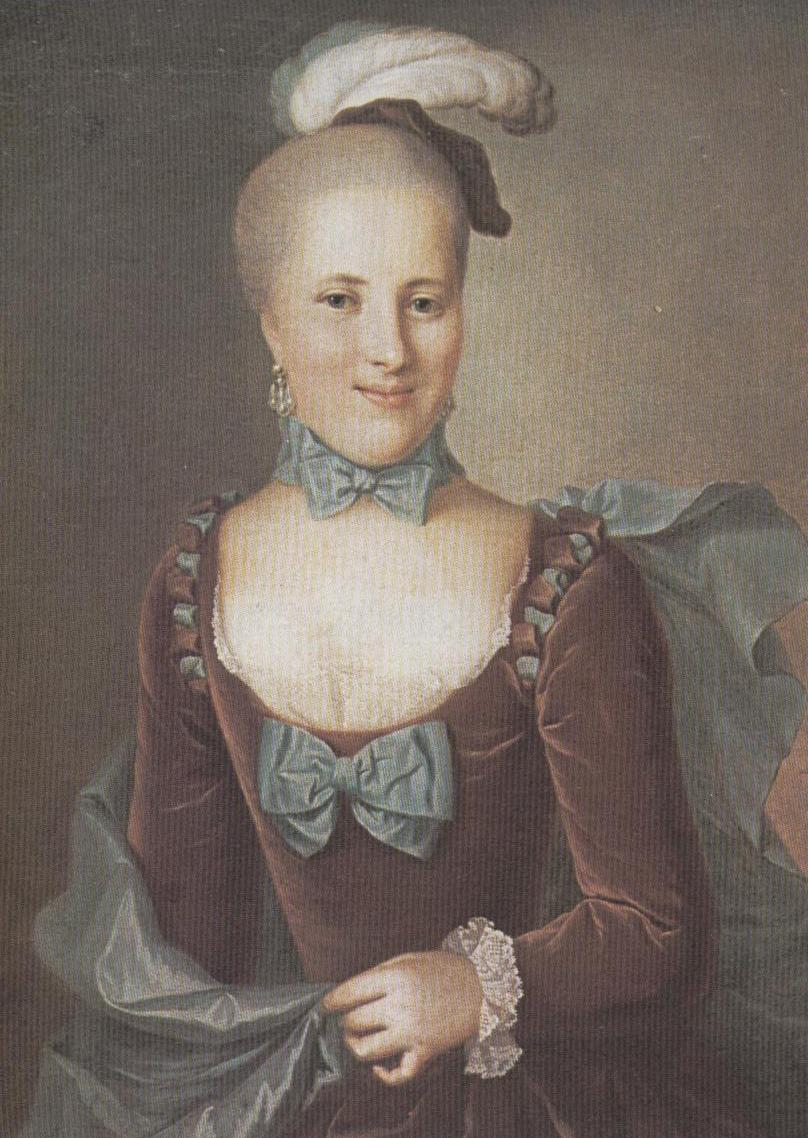
Frederike von Hesse, geb. Flachsland (Gemälde 1766 von Johann Ludwig Strecker)

Andreas Peter Hesse, ab 1770 von Hesse (* 12. März 1728 in Darmstadt; † 9. September 1803 ebenda) war Jurist, hessen-darmstädtischer Staatsmann, Wirklicher Geheimer Rat sowie Staatsminister und über seine Gattin ein Schwippschwager des Geschichts- und Kultur-Philosophen Johann Gottfried Herder.

## Herkunft
Er war der jüngste Sohn des Darmstädter Hofkriegsrats Ernst Christian Hesse (1676–1762), eines begabten Geigers, der die Hofkapelle leitete, mit dessen zweiter Frau, der Sängerin Johanna Elisabeth Doebricht. Allein aus dieser Ehe hatte Ernst Christian Hesse 14 Kinder. Seine erste Ehe schloss Hesses Vater mit Anna Katharina Merck (1683–1713), einer Tochter des Apothekers Georg Friedrich Merck. Konrad Friedrich Hesse, Konsulent in Worms und Bruder des Staatsministers Andreas Peter Hesse, ist wiederum mit Anna Katharina (1731–1795) der Tochter von Johann Franz Merck verehelicht gewesen.
Friedrich Carl von Moser, 1772 bis 1780 des Landgrafen Erster Minister, ließ die Verwandtschaftsbeziehungen seines Konkurrenten Hesse genau untersuchen und stieß dabei auf eine nahezu 100 Personen umfassende, die gesamte hessen-darmstädtische Bürokratie beherrschende Beamtenfamilie, der auch Johann Heinrich Merck zugerechnet wurde.

## Leben
Andreas Peter von Hesse wurde 1751 als Lic. iur. zum Rat des damaligen Erbprinzen Ludwig IX. ernannt. Fortan war er als Staatsmann für die Landgrafschaft Hessen-Darmstadt tätig. Hesse war einer der wichtigsten Minister der Landgrafschaft Hessen-Darmstadt. 1761 heiratete er in Pirmasens seine Frau, Frederike Flachsland (1744–1801), eine der Schwestern von Herders späterer Ehefrau Karoline, die nach dem Tod der Mutter in Hesses Haus wohnte, bis sie 1773 Johann Gottfried Herder heiratete. Eine weitere Schwägerin war Ernestine Rosine Flachsland, die Mätresse des Landgrafen Ludwig IX., dem sie 1761 einen Sohn gebar. Um 1772 gab Hesse auch dieser Schwägerin zusammen mit ihrer kleinen Tochter in seinem Haushalt Unterkunft.
Um 1766 wurden Hesse und seine Frau vom Darmstädter Hofmaler Johann Ludwig Strecker, einem Freund der Familie, porträtiert. Am 17. März 1770 verlieh Kaiser Joseph II. ihm und seinen Nachkommen den Adelsstand.
1778–1781 und erneut 1797–1803 (teils kommissarisch) war Hesse Präsident des Oberappellationsgerichts Darmstadt. 1780 wurde Hesse der Nachfolger des möglicherweise unter seiner tatkräftigen Mitwirkung gestürzten Friedrich Carl von Moser als Präsident des Staatsministeriums (Geheime Ratskollegium), dessen Leiter er sodann bis zu seinem Tode 1803 blieb und dem neben ihm noch Wilhelm Adolf Miltenberger und Jakob Christian Klipstein angehörten.
Hesse ist der Schwiegervater des Wirklichen Geheimem Rats Ernst Schleiermacher gewesen. Seine Ehe mit Frederike Flachsland wird als unglücklich beschrieben.